# Supermarine Swift
Die Supermarine Swift war ein einsitziges, einstrahliges Abfang- und Aufklärungsflugzeug der britischen Royal Air Force (RAF), gebaut bei Supermarine in den 1950er Jahren. Nach einer langwierigen Entwicklungsphase wurde die Swift zunächst als Abfangjäger in Dienst gestellt. Eine Serie von Unfällen bedeutete jedoch ein schnelles Ende ihres Daseins als Abfangjäger, und sie wurde anschließend als Aufklärer verwendet. In dieser Version konnten einige der Mängel behoben werden.

## Geschichte

### Entwicklung

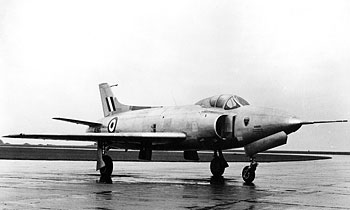
Supermarine Swift

Um im Bereich der Hochgeschwindigkeitsflugzeuge nicht ins Hintertreffen zu geraten, wurden 1946 in Großbritannien mehrere Ausschreibungen für Flugzeuge herausgegeben, auf deren Basis die Firma Supermarine unter Chefkonstrukteur Joseph Smith ein entsprechendes Jagdflugzeug entwickelte. Die Swift (Mauersegler) war als Ersatz der Gloster Meteor vorgesehen und hatte eine Reihe von Vorläufern. Der erste war der auf der Supermarine Attacker basierende Type 510, der sich von dieser durch um 40° gepfeilte Tragflächen und Leitwerke unterschied. Die britische Regierung bestellte zwei Prototypen, deren erster (VV106) am 29. Dezember 1948 von Michael Lithgow in Boscombe Down erstmals geflogen wurde und der ab November 1950 im Rahmen des Flugerprobungsprogramms auch von Flugzeugträgern der Royal Navy eingesetzt wurde. Dabei erfolgte der erste Start (mit Hilfsraketen an den Tragflächen) sowie die erste Landung der modifizierten VV106 auf der HMS Illustrious am 8. November 1950 durch Jock Elliot.
Der erste durch Änderungen am Höhenleitwerk zum Typ 517 (VV107) modifizierte Prototyp wurde noch bis zum 14. Januar 1955 für Flugtests eingesetzt und ist im Fleet Air Arm Museum in Yeovilton eingelagert. Der zweite Prototyp (V119) wurde bereits als Type 528 bezeichnet. Gegenüber dem ersten hatte er einen größeren Heckdurchmesser, um den installierten Nachbrenner des Triebwerkes aufzunehmen, eine längere Nase, Vorbereitungen für die spätere Kanonenbewaffnung sowie größere Lufteinlässe und größere Tanks. Er flog am 27. März 1950 zum ersten Mal und erhielt wenige Monate später ein Fahrwerk mit Bugrad anstelle des bisherigen Spornradfahrwerks. Die nun als Type 535 bezeichnete Maschine flog am 23. August 1950 erstmals. Alle diese Maschinen besaßen Radialverdichter-Strahltriebwerke des Typs Rolls-Royce Nene 2. Die vor dem Hintergrund des Koreakrieges im November 1950 vom Ministry of Supply bestellten zwei Vorserienmaschinen des Type 541 hatten am 1. August 1951 (WJ960) und am 18. Juli 1952 (WJ965) ihren Erstflug. Sie waren bereits mit dem Axialstrahltriebwerk Rolls-Royce AJ65 bzw. dessen Nachfolger Rolls-Royce Avon ausgerüstet. Die mit letzterem ausgestatteten Maschinen wiesen einige Änderungen an der Nase, der Cockpithaube und am Heck auf.
Am 26. Februar 1953 erreichte eine Swift im Stechflug erstmals Überschallgeschwindigkeit. Aufgrund des Koreakrieges kam es zu einer beschleunigten Produktion der Serienversionen, die anfangs eine Restriktion im Flugbetrieb ergab. Die erste in South Marston produzierte Serienmaschine hob am 25. August 1952 zum ersten Mal ab und ging am 13. Februar 1954 bei der No 56 Squadron in Waterbeach offiziell in Dienst.

### Einsatz und Ende
Bereits vor dem Beginn des Truppendienstes hielt eine Swift F.4 am 26. September 1953 für kurze Zeit einen über der libyschen Wüste aufgestellten absoluten Geschwindigkeitsweltrekord von 1.184 km/h. Die Swift war das letzte serienmäßig gebaute britische Flugzeug, das diesen Rekord innehatte.
Die erste Einsatzstaffel war ab Februar 1954 die mit der Swift F.1 ausgerüstete 56. Squadron in RAF Waterbeach, die ihre Exemplare jedoch lediglich 15 Monate betrieb und danach die Hawker Hunter erhielt. Die erwähnten zahlreichen Unfälle der ersten Versionen führten zunächst zu einem zeitweiligen „Grounding“ und schließlich zur vorzeitigen Außerdienststellung der beiden Jagdversionen. Eine Reihe von ausgemusterten Maschinen wurde 1956 bei den britischen Kernwaffentests in Südaustralien verwendet. Auch die erfolgreichste Version, der Kampfaufklärer FR.5, stand lediglich von 1956 bis Anfang 1961 bei der RAF Germany im Einsatz (siehe unten) und ebenfalls durch die Hunter ersetzt.
Lediglich 197 Exemplare der ursprünglich bestellten 497 Maschinen wurden gebaut. Die anfänglichen Probleme waren am Ende der Einsatzzeit zwar gelöst, aufgrund der positiven Erfahrungen mit der Hunter kamen diese Verbesserungen jedoch für die Firma Supermarine zu spät. Eine Handvoll Exemplare blieb der Nachwelt erhalten und wird größtenteils in verschiedenen englischen Museen ausgestellt.

### Stationierungsorte in Deutschland

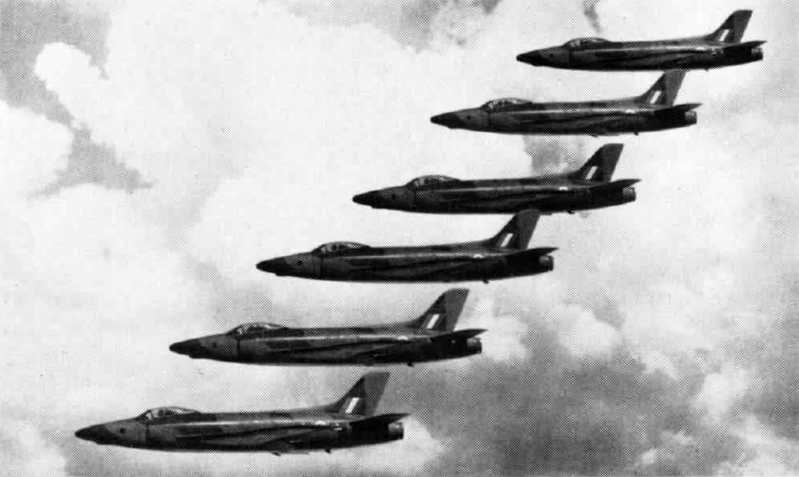
Royal Air Force Supermarine Swift FR.5 der 2. Squadron RAF im Flug.

- Royal Air Force, 2. Tactical Air Force/Royal Air Force Germany
  - RAF Geilenkirchen, Februar 1956 bis Oktober 1957, Swift FR.5 (2. Squadron)
  - RAF Gütersloh, September 1956 bis Februar 1961, Swift FR.5 (4. und 79. Squadron)
  - RAF Jever, Oktober 1957 bis April 1961, Swift FR.5 (2. und 79. Squadron, letztere nur kurzfristig im Herbst 1957, als in Gütersloh die Landebahn instand gesetzt wurde)
  - RAF Wunstorf, Juni 1956 bis September 1956, Swift FR.5 (79. Squadron)

## Versionen
Swift F.1 (Type 541)
Die F.1 war das erste Flugzeug der RAF mit gepfeilten Tragflächen und wurde 1954 bei der 56. Staffel in Dienst gestellt. 18 Stück der mit zwei 30-mm-Revolverkanonen ADEN und dem Avon-109-Triebwerk ausgestatteten Version wurden beschafft.
Swift F.2 (Type 541)
Die F.2 hatte zwei zusätzliche ADEN-Kanonen in der verlängerten inneren Tragflächenvorderkante, deren Einbau jedoch zu Handlingproblemen (starkes Aufbäumen der Maschine im Kurvenflug bei Geschwindigkeiten über Mach 0,85) führte, die eine Reihe weiterer Modifikationen (Tragflächen mit Sägezahn und Grenzschichtzäunen, Verlegung des Schwerpunktes nach vorne durch Ballast in der Nase) nach sich zogen. Es wurden 16 Stück produziert, die ebenfalls bei der 56. Staffel flogen.
Swift F.3 (Type 541)
Die F.3 erhielt das schubstärkere Avon-114-Triebwerk mit Nachbrenner. 25 Stück wurden gebaut, die jedoch nie im operativen Einsatz standen. Sie dienten lediglich zu Ausbildungszwecken.
Typ 545geplante und nicht realisierte Überschallversion.
Swift F.4 (Type 546)
Die in acht Exemplaren gebaute F.4 (vier später in FR.5 umgebaut) besaß ein verstellbares Leitwerk, mit dem die Handlingprobleme gelöst werden sollten, was auch gelang. Ein Manko dieser Version war, dass der Nachbrenner in Flughöhen über 6.000 m (Dienstgipfelhöhe über 10.000 m) nicht verwendet werden konnte, was sie als Jagdflugzeug praktisch unbrauchbar machte. Darum wurde die Maschine nur etwa ein Jahr in dieser Rolle eingesetzt. Am 26. September 1953 stellte Mike Lithgow mit einer solchen Maschine (WK198) in Tripolis mit 1184 km/h einen neuen absoluten Geschwindigkeitsweltrekord, der allerdings nur wenige Monate Bestand hatte. Der Rest der Bestellung über 40 Maschinen wurde in FR.5 umgewandelt.
Swift T.8 (Type 547a)
Studien für eine zweisitzige Trainervariante
Swift Night-Fighter (Type 547b)
Studien für eine zweisitzige Nachtjägervariante.
Naval Swift F.4 (Type 548)
Geplante Trägervariante der F.4. 20 Exemplare wurden im März 1952 bestellt, der Auftrag aber Ende des gleichen Jahres wieder storniert.
Swift FR.5 (Type 549)
Die erste Aufklärungsversion war die FR.5, von denen 32 umgebaute F.4 waren. Die übrigen 56 Stück waren Neubauten. Für die Aufnahme der drei Vinten-F95-Kameras wurde die Nase verlängert, was zu weiteren strukturellen Änderungen gegenüber den Jägerversionen führte. Zu Verteidigungszwecken besaß diese Version die zwei ADEN-Kanonen, die bereits bei der F.1 zur Ausrüstung gehörten. Der Erstflug erfolgte am 27. Mai 1955. Die Maschine wurde 1956 in Dienst gestellt und flog anschließend unter anderem auch mehrere Jahre bis 1961 bei der RAF Germany. Die Aufklärungseinsätze, der bei der 2., 4. und 79. Staffel geflogenen Maschinen wurden vorwiegend in niedrigen Flughöhen durchgeführt. Das Nachbrenner-Problem in großen Höhen wurde so vermieden.
Swift PR.6 (Type 550)
Die zweite Aufklärungsversion war das Programm des unbewaffneten Fotoaufklärers PR.6, das aufgrund der Nachbrennerthematik relativ schnell wieder eingestellt wurde.
Type 551
Bezeichnung für eine F.2 (WK199), die angeblich mit einem Avon-105-Triebwerk umgerüstet wurde.
Swift FR.7 (Type 552)
Die letzte Version war der Kampfaufklärer F.7/FR.7, der mit der neuen Blu-Sky- (später in Fairey Fireflash umbenannten) Luft-Luft-Rakete bewaffnet war. Von der mit einer neuen leistungsstärkeren Avon 116 ausgerüsteten Version wurden zwölf Stück und ein Prototyp gebaut, die jedoch ausschließlich für Schießversuche der Flugkörperprototypen Verwendung fanden. Der Erstflug fand im August 1956 statt.
Type 554
Geplante Trainerversion des Type 545, mit RA.19R Avon, Radarausrüstung, voll verstellbarem Nachbrenner und Raketenvorrichtungen unter den Tragflächen. Diese Version wurde aber nicht umgesetzt.

## Technische Daten

Dreiseitenriss

| Kenngröße             | Daten FR.5                                                          |
| --------------------- | ------------------------------------------------------------------- |
| Besatzung             | 1                                                                   |
| Länge                 | 12,88 m                                                             |
| Spannweite            | 9,85 m                                                              |
| Höhe                  | 3,8 m                                                               |
| Flügelfläche          | 45,06 m²                                                            |
| Flügelstreckung       | 2,2                                                                 |
| Leermasse             | 5.800 kg                                                            |
| max. Startmasse       | 9.706 kg                                                            |
| Triebwerk             | ein Rolls Royce Avon 114 mit 31,9 kN trocken, 42 kN mit Nachbrenner |
| Höchstgeschwindigkeit | 1.147 km/h in Seehöhe                                               |
| Gipfelhöhe            | 13.960 m                                                            |
| Reichweite            | 1014 km (mit Zusatztank unter dem Rumpf)                            |
| Bewaffnung            | 2 × 30-mm-ADEN-Bordkanonen                                          |